# Roberto Sternisa
Roberto Sternisa, noto anche come Roberto Sternizza (Fiume, 3 novembre 1905 – Fiume, 14 febbraio 1977), è stato un calciatore italiano, di ruolo attaccante.

## Carriera
Cominciò a giocare nel C.S. Fiume, di cui è il miglior marcatore di tutti i tempi. Nel 1928 venne acquistato dalla Monfalconese C.N.T. con cui vinse il campionato di Prima Divisione ottenendo la promozione alla neonata Serie B. In seguito venne ceduto al Milan e vi giocò in Serie A per tre anni, per poi chiudere la carriera al Messina.
È stato il primo milanista a realizzare una tripletta nella Serie A a girone unico, avendo messo a segno tre reti nel successo interno sulla Cremonese del 15 dicembre 1929.